# America (hudební skupina)
America je americká folk rocková hudební skupina. Původní členové byli Gerry Beckley, Dewey Bunnell a Dan Peek, který v roce 2011 zemřel. Jejich asi nejznámější skladbou je „A Horse with No Name“.

## Diskografie

### Studiová alba
- 1971: America
- 1972: Homecoming
- 1973: Hat Trick
- 1974: Holiday
- 1975: Hearts
- 1976: Hideaway
- 1977: Harbor
- 1979: Silent Letter
- 1980: Alibi
- 1982: View from the Ground
- 1983: Your Move
- 1984: Perspective
- 1994: Hourglass
- 1998: Human Nature
- 2007: Here & Now
- 2011: Back Pages